# Kanton Garges-lès-Gonesse-Est
Kanton Garges-lès-Gonesse-Est (fr. Canton de Garges-lès-Gonesse-Est) byl francouzský kanton v departementu Val-d'Oise v regionu Île-de-France. Tvořily ho dvě obce. Zrušen byl po reformě kantonů 2014.

## Obce kantonu
- Garges-lès-Gonesse (východní část)
- Bonneuil-en-France